# Le Merlu
Le Merlu est une série de bande dessinée française scénarisée par Thierry Dubois et dessinée par Jérôme Phalippou. Elle met en scène Georges Colin, jeune sergent de l’armée française, qui s’enfuit lors de sa captivité et qui commence à passer du courrier dans la zone libre, puis de la marchandise de contrebande, avant de faire passer des gens.

## Synopsis
Le Merlu raconte la saga d’une famille de transporteurs routiers en abordant l’année 1940, le début de la guerre, l’invasion allemande, l’exode et la confusion qui a suivi.
Mai 1940, une colonne de camions tente de monter au front. Mais la percée allemande est trop forte. Sans un coup de feu, le bataillon est emprisonné. Mais quelques audacieux parviennent à s’enfuir dans la nuit propice. Le hasard va amener Georges Colin à devenir, grâce à son métier de transporteur routier, un " facteur " entre zone occupée et zone libre, mais aussi un passeur. Il va se faire un surnom, le Merlu et devenir chauffeur d’un genre particulier.

## Personnages
- Georges Colin : ce soldat a 25 ans. Il est sergent dans une armée française dont la défaite s’avère être une débâcle. Il réussit à s’enfuir avant d’être emprisonné par les Allemands et reprend la direction de l’entreprise de transport familiale. Après avoir échappé à la captivité, il reprend le volant de l'un des camions de l'entreprise. Or ses contrats l'amènent à franchir de plus en plus régulièrement la ligne de démarcation et il en vient progressivement à passer du courrier d'un côté à l'autre de celle-ci, avant d'être approché par la Résistance pour de nouvelles missions.
- Marie-Jeanne : elle est amoureuse de George mais vit sous le toit de Jean-Claude pour assurer sa sécurité. Elle y trouve une sécurité pour son petit garçon, tandis que son mari officiel utilise ses charmes pour l'emmener avec lui à chaque rencontre avec la Kommandantur.
- Jean-Claude : il est pétainiste de la première heure et souhaite que la France collabore avec l’occupant pour retrouver une certaine forme de liberté. Il rêve de mettre fin aux agissements du Merlu et déploie tous les moyens possibles pour savoir où les groupes de maquisards sont planqués.

## Albums
- 1. Les routes de la défaite, Éditions Paquet, France, 5 août 2020
Scénario : Thierry Dubois - Dessin : Jérôme Phalippou - Couleurs : Patrick Larme - (ISBN 978-2-889-32559-7)
- 2. Les routes du sang, Éditions Paquet, France, 21 avril 2021
Scénario : Thierry Dubois - Dessin : Jérôme Phalippou - Couleurs : Patrick Larme - (ISBN 978-2-889-32127-8)
- 3. Les routes de la victoire, Éditions Paquet, France, 16 novembre 2022
Scénario : Thierry Dubois - Dessin : Jérôme Phalippou - Couleurs : Patrick Larme - (ISBN 978-2-889-32582-5)

## Auteurs
Jérome Phalippou, est douanier et fils de douanier. Passionné de dessin, il mène une activité secondaire d’illustrateur qui le conduit à publier ses premiers ouvrages en 2004, des recueils de comptines régionalistes destinées aux plus petits. À la fermeture de sa brigade en 2009, il est détaché auprès de la mairie de Châtel pour mener à bien un projet culturel destiné à transformer son ancien lieu de travail en musée de la contrebande, « La Vieille Douane ». Sa première bande dessinée, les Pieds sur terre sort en juin 2014. Puis en 2016, il sort le premier album des Aventures de Betsy. Il collabore ensuite avec Thierry Dubois en 2020 sur la présente série Le Merlu.
Passionné d'automobile et collectionneur de voitures anciennes, Thierry Dubois publie divers textes et illustrations dans la presse spécialisée automobile avant de réaliser des albums de bande dessinée sur l'histoire de la RN7. Il est surnommé Monsieur Nationale 7. depuis ses travaux de recherche sur la fameuse route des vacances. Depuis 2010, il se consacre essentiellement au scénario de séries de bande dessinée se déroulant dans le monde de l'automobile comme Jacques Gipar et Le Merlu.

## Analyse
Le Merlu s'intéresse aux routes de l’exil de la seconde guerre mondiale et nous fait découvrir la (sur)vie d'une entreprise de transports pendant la guerre. Le récit met en scène des personnages authentiques dans leur simplicité, leur spontanéité et leur destin : Georges qui est un brave type pris au piège de l’Histoire mais qui saura faire ses choix, la douce Marie-Jeanne, un vilain pro-teuton et une population largement pétainiste au moins au début. Le personnage principal, Georges, reprend le volant d’un vieux tacot et se trouve confronté à un pays coupé en deux par la ligne de démarcation. Il obtient les autorisations nécessaires et franchit souvent la ligne ce qui va donner des idées à l’un de ses clients. Il n’a rien d’un héros, tant s’en faut. C’est, comme la plupart des Français, un être humain qui veut vivre, simplement, suivre les lois, aussi, parce qu’il faut bien...
Le récit est authentique, précis avec tous les impondérables pour des femmes et des hommes qui ne sont pas des super-héros, les caches dans les camions, la Gestapo, les interrogatoires féroces, mortels, la Police française à la botte de Vichy, les gendarmes, les opposants, les Résistants, les dénonciations, tout le côté noir de ce qu’a été l’Occupation.
Jérome Phalippou confie en interview dans sdimag. que les dessins de la série ont nécessité de nombreuses recherches iconographiques (les camions, un volume conséquent de documentation technique, les photos et cartes postales des endroits traversés par Georges etc...) car Thierry Dubois était pointilleux avec de hautes exigences d'exactitude. Et ajoute qu'il a fait connaissance avec « la vie des petites gens et du monde du transport routier en général, qui s'avère passionnante et plein de ressorts dramatiques ».
Le scénariste Thierry Dubois indique en interview dans roaditude, un espace d’échange et de partage autour de la route, comment a émergé l’histoire du Merlu et comment cette année honteuse de 1940 est devenue le point de départ de cett histoire. Il explique s'être arrêté sur un moment, « l’exode, la débâcle, ces moments, où un État est absent. Où il n’y plus de communication, plus de gestion. Et d’observer comment, dans ces situations, certains sortent du lot, sans préméditation ni organisation, par à-coups… Quand d’autre décampent ou se rangent du côté des gagnants. »

## Accueil critique
Le webzine culturel, Branchés Culture, souligne que le premier tome est un bel ouvrage avec « des scènes qui marquent et un découpage qui impacte, notamment quand la nuit fait son œuvre sur les actions secrètes des résistants ».
Pour le deuxième tome, le même site apprécie le « trait rond et expressif de Jérôme Phalippou qui ne l’empêche pas de semer le drame et la violence, brutale et réaliste, à pleurer, sur le chemin des héros ».
Sur Auracan, site d'actualités de la bande dessinée, la série est dépeinte comme un « récit solidement documenté, bien construit et portant notre regard sur la vie difficile des civils dans une France occupée ». Le scénario permet l'installation du contexte du récit et d'un climat de suspicion et de menace permanentes. Les auteurs ont « l'intelligence de ne pas donner aux protagonistes une stature héroïque caricaturale. Ce sont des gens ordinaires qui tentent de se débrouiller avant de passer peu à peu une forme de résistance conditionnée par leurs itinéraires. »
Le blog Ligne Claire de Jean-Laurent Truc indique, pour le premier tome, que les auteurs « ont pris un risque, fait un pari et l’ont gagné haut la plume et le stylo ». Le dessin est également apprécié permettant une « reconstitution criante de vérité ». Le blog poursuit, lors de la sortie du second tome, en soulignant le choix certes ambitieux car difficile mais si bien restitué, de parler de « ces gosses, ou de ces anciens militaires qui vont les encadrer très tôt, de toute une (petite) partie de la population française qui ira au bout de ses idées, de son courage et rejoindra un général qui sera la France, la seule digne et honorable ». Il poursuit en indiquant que « la série mérite d’être conseillée, lue par tous, proposée aux plus jeunes pour surtout ne pas oublier ».
Pour RTBF Actus, Le Merlu fait partie des meilleures BD sur la guerre qui ne se contentent pas de ressasser les mêmes codes. Le site évoque « un récit qui nous montre, à petites touches quotidiennes, comment on devient résistant, comment la soumission devient révolte ».